# アンリーシュ・ザ・フューリー
『アンリーシュ・ザ・フューリー』（Unleash the Fury）は、2005年に発表されたイングヴェイ・マルムスティーンの15作目のスタジオ・アルバム。

## 概要
発売名義は「イングヴェイ・マルムスティーンズ・ライジング・フォース」である。これまで在籍していたレコード会社をポニー・キャニオンからユニバーサルミュージックに移籍して第一弾のアルバムとなった。アルバム名は1988年のオデッセイ来日公演に向かう東京行きの飛行機内（ファーストクラス）での発言が元ネタになっている。
当時のバンドメンバーは機内で酒を飲んで酔っ払い周囲に迷惑を掛けていた。酒盛りから離脱し眠りについていたイングヴェイに対して、その場にいたバンドとは無関係の乗客の女性が誤って水を掛け、それに怒ったイングヴェイは「You unleashed the fucking fury!!」(和訳すると「お前は俺の怒りを解き放った!!」)と言い放った。2001年にはその場面を録音した音声がインターネットで流出し、2016年7月30日にスウェーデンの「HojRock Festival」に出演したAllegiance Of Rock（ボーカル/Mats Levén、ギター/Gus G、ベース/John Levén、ドラム/Anders Johansson）というバンドが、Rising Force演奏前のSEでこの時の録音音声を使用している。
インストルメンタル曲のFuguettaとParaphraseは、バッハの作品風に作った一種のバリエーションとイングヴェイ自身は解釈している。

## 収録曲
| 全作曲・編曲: イングヴェイ・マルムスティーン。 |                                                                                             |                                |                                |      |
| #                                              | タイトル                                                                                    | 作詞                           | 作曲・編曲                     | 時間 |
| 1.                                             | 「ロックド・アンド・ローデッド」(Locked & Loaded)                                           | イングヴェイ・マルムスティーン | イングヴェイ・マルムスティーン | 3:46 |
| 2.                                             | 「レヴォリューション」(Revolution)                                                          | イングヴェイ・マルムスティーン | イングヴェイ・マルムスティーン | 4:17 |
| 3.                                             | 「クラッキング・ザ・ウィップ」(Cracking The Whip)                                           | イングヴェイ・マルムスティーン | イングヴェイ・マルムスティーン | 3:50 |
| 4.                                             | 「ウィンズ・オブ・ウォー (インヴェイジョン)」(Winds Of War (Invasion))                      | イングヴェイ・マルムスティーン | イングヴェイ・マルムスティーン | 5:05 |
| 5.                                             | 「クラウン・オブ・ソーンズ」(Crown Of Thorns)                                               | イングヴェイ・マルムスティーン | イングヴェイ・マルムスティーン | 4:24 |
| 6.                                             | 「ザ・ボギーマン」(The Bogeyman)                                                            | イングヴェイ・マルムスティーン | イングヴェイ・マルムスティーン | 3:57 |
| 7.                                             | 「ビューティー・アンド・ア・ビースト」(Beauty And A Beast)                                  | イングヴェイ・マルムスティーン | イングヴェイ・マルムスティーン | 3:18 |
| 8.                                             | 「フグエッタ (インストゥルメンタル)」(Fuguetta (Instrumental))                              | (Instrumental)                 | (Instrumental)                 | 1:01 |
| 9.                                             | 「チェロキー・ウォリアー」(Cherokee Warrior)                                                | イングヴェイ・マルムスティーン | イングヴェイ・マルムスティーン | 5:29 |
| 10.                                            | 「ガーディアン・エンジェル (インストゥルメンタル)」(Guardian Angel (Instrumental))          | (Instrumental)                 | (Instrumental)                 | 3:20 |
| 11.                                            | 「レット・ザ・グッド・タイムス・ロール」(Let The Good Times Roll)                           | イングヴェイ・マルムスティーン | イングヴェイ・マルムスティーン | 4:03 |
| 12.                                            | 「レヴェレイション (ドリンキング・ウィズ・デヴィル)」(Revelation (Drinking With The Devil)) | イングヴェイ・マルムスティーン | イングヴェイ・マルムスティーン | 5:38 |
| 13.                                            | 「マジック・アンド・メイヘム (インストゥルメンタル)」(Magic And Mayhem (Instrumental))      | (Instrumental)                 | (Instrumental)                 | 4:39 |
| 14.                                            | 「エグザイル」(Exile)                                                                       | イングヴェイ・マルムスティーン | イングヴェイ・マルムスティーン | 3:52 |
| 15.                                            | 「ザ・ハント」(The Hunt)                                                                    | イングヴェイ・マルムスティーン | イングヴェイ・マルムスティーン | 4:20 |
| 16.                                            | 「ロシアン・ルーレット」(Russian Roulette)                                                  | イングヴェイ・マルムスティーン | イングヴェイ・マルムスティーン | 4:10 |
| 17.                                            | 「アンリーシュ・ザ・フューリー」(Unleash The Fury)                                          | イングヴェイ・マルムスティーン | イングヴェイ・マルムスティーン | 5:42 |
| 18.                                            | 「パラフレイズ (インストゥルメンタル)」(Paraphrase (Instrumental))                          | (Instrumental)                 | (Instrumental)                 | 1:17 |
| 合計時間:                                      | 合計時間:                                                                                   | 合計時間:                      | 72:08                          |      |

| #   | タイトル                                                         | 作詞 | 作曲・編曲 | 時間 |
| --- | ---------------------------------------------------------------- | ---- | ---------- | ---- |
| 19. | 「★スペシャル・レッスン・インサイト」(Special Lesson Insight #1) | -    | -          | -    |

## 参加者
- イングヴェイ・マルムスティーン	 - ギター、ベース、フレットレス・ベース、シンセサイザー・ギター、シタール、チェロ、キーボード、コーラス、ヴォーカル(#3,9)、バッキング・ヴォーカル
- ドゥギー・ホワイト	 - 	ヴォーカル
- ヨアキム・スヴァルベリ	 - 	キーボード
- パトリック・ヨハンソン	 - 	ドラム

## ライブ作品
Crown Of Thorns
- スペルバウンド・ライヴ・イン・タンパ